# Charles Lebrun-Renault
Pour les articles homonymes, voir Lebrun et Renault (homonymie).
Charles Gustave Nicolas Lebrun-Renault, né à Château-Thierry le 22 juillet 1853 et mort à Saint-Mandé le 14 juin 1921, est un officier de gendarmerie français impliqué dans l'affaire Dreyfus.

## Sur son nom
Son nom a été orthographié Lebrun-Renault par Joseph Reinach, et par la suite la plupart des historiens de l’affaire Dreyfus, et c'est sous cette forme qu'il est le plus connu. En outre, il a lui-même signé ses ouvrages Le Brun-Renaud, si bien que le registre d’ordre de la garde républicaine, à la date du 4 janvier 1895, porte le nom de Le Brun-Renaud comme commandant de détachement. Néanmoins, l’écriture Lebrun Renaud, étant celle attestée par son acte de naissance, doit être retenue comme la seule exacte vis-à-vis de l'état-civil.

## Carrière militaire
Lebrun-Renault est né à Château-Thierry le 22 juillet 1853. Il est le fils du juge d'instruction de la ville. À l’âge de 20 ans, il entre dans la cavalerie comme engagé volontaire. Il est promu maréchal des logis en 1875, puis maréchal des logis-chef l’année suivante. Reçu à l’école d’application de Saumur en 1878, il est nommé sous-lieutenant. Optant pour la gendarmerie en 1881, il intègre la cavalerie de la garde républicaine, où il effectue l’essentiel de sa carrière. Néanmoins, il sert à Tahiti en 1885-1888, où il perd sa femme et devient vraisemblablement alcoolique.
Rentré en métropole comme capitaine commandant l’arrondissement de Melun, il est d'abord proposé pour une mission au Guatemala. Après l'abandon de celle-ci, il réintègre la cavalerie de la garde républicaine en 1892, puis se remarie avec une riche veuve anglaise en 1898. Promu chef d'escadron en 1900, il commande la compagnie de la Haute-Loire, puis, ayant atteint  la limite d’âge de son grade en 1904, se retire à Saint-Mandé. Définitivement rayé des cadres en 1909, il n’est pas rappelé pendant la Première Guerre mondiale et décède le 14 juin 1921.

## Implication dans l’Affaire Dreyfus
Responsable, avec son peloton de cavalerie, de la conduite d'Alfred Dreyfus de la prison du Cherche-midi à l’École militaire le 5 janvier 1895, il a passé quelques instants en tête-à-tête avec l'accusé et a prétendu par la suite avoir obtenu des aveux. Cette révélation, qui a été consignée par écrit en 1897, a été reconnue fausse par la cour de cassation dans un arrêt du 3 juin 1899. Il n'a pas été cité à comparaître au procès Zola de 1898, et a été discrédité lors du procès en révision de Dreyfus à Rennes en 1899. En 1907, il a donné des conférences affirmant sa conviction de la culpabilité de Dreyfus, qui venait d’être réhabilité, puis en 1908, il a pris, au côté du lieutenant-colonel Armand du Paty de Clam, la défense du journaliste Grégori qui avait tenté d’assassiner Dreyfus.

## Caractère
Impliqué dans l'affaire Dreyfus pour avoir prétendu avoir reçu des aveux de culpabilité du condamné quelques minutes avant sa dégradation, Lebrun-Renault a fait l’objet de la loi d’amnistie de juin 1900. Son dossier est donc intégralement expurgé de sa notation et de ses sanctions éventuelles jusqu’en 1900. Ses seules appréciations conservées datent donc de 1901, alors qu’il commande la gendarmerie de la Haute-Loire : il « manque un peu de jugement, cause trop et fait trop parade de la situation de fortune de Madame Lebrun-Renault » au premier semestre, est « exubérant, manque de tact, gagnerait à moins parler et à plus réfléchir » au second.
Son ancien camarade Pierre-Victor Stock, créateur de la maison d'édition qui porte son nom, a laissé de lui un portrait au vitriol dans ses souvenirs : 

« Lebrun-Renault était un homme veule et indécis, un fort gaillard haut en couleur, un alcoolique sans volonté, sans la plus petite parcelle de courage civique, et ses supérieurs, les grands chefs lorsqu’ils en eurent besoin, lui ont fait écrire ce qu’ils ont voulu : ce n’est d’ailleurs que vers le 20 octobre 1897 qu’ils lui ont fait consigner, dans un rapport, les aveux qu’il aurait reçus de Dreyfus le 5 janvier 1895, soit deux ans et dix mois avant la rédaction de ce procès-verbal. Ce falot bonhomme, je l’ai vu sans réaction aucune devant Forzinetti. Au procès Zola, dans la salle des témoins, il vint nous serrer la main et Forzinetti, l’empoignant par un bouton de sa tunique et le regardant bien dans les yeux, de lui dire :
— Si vous prétendez, mon cher, dans votre déposition, que Dreyfus vous a fait des aveux, vous serez un foutu menteur et je vous le dirai en pleine audience.
La même scène s’est répétée, avec les mêmes gestes et à peu près les mêmes paroles pendant le procès de Rennes, dans la cour du lycée ; j’y ai assisté, ainsi que d’autres témoins dont Bernard Lazare. Dans les deux cas, Lebrun-Renault n’a eu aucune réaction, penaud et honteux, il a bredouillé quelques paroles inintelligibles.

Au procès Zola, il a argué du secret professionnel pour ne pas déposer, si bien que le président Delegorgue qui ne demandait que cela, n’insistant pas, la défense a dû renoncer à l’audition des témoins cités à ce sujet. À Rennes, Lebrun-Renault a déposé, il a récité la leçon qui lui avait été faite, en 1897, et il a été piteux. Que l’on se porte à la sténographie du procès de Rennes pour cette déposition ainsi que pour celle de Forzinetti.

Le rôle de Lebrun-Renault en cette affaire l’ayant mis en évidence, il en est résulté pour lui qu’il épousa une riche anglaise. Il prit aussitôt sa retraite comme commandant de la Garde républicaine et le ménage s’installa 27, avenue Daumesnil, à Saint-Mandé. Désœuvré sans doute, il ne cessa de venir fréquemment me voir jusqu’à sa mort. Je ne lui avais pas caché, depuis 1898, mon opinion sur son attitude et l’Affaire Dreyfus étant nettement tranchée entre nous, nous n’en parlions plus jamais. Il avait la prétention de s’occuper de sociologie et ses entretiens avec moi roulaient uniquement sur les théories de Karl Marx, Stirner, Bakounine, Kropotkine, Élisée Reclus, Jean Grave, etc. Il en était fatigant, sans aucun intérêt et j’ai dû lui faire comprendre d’espacer ses visites. Après sa mort, sa veuve est venue habiter dans le quartier des Batignolles, rue Lemercier ; veuve joyeuse, elle fréquentait les dancings, elle introduisit chez elle, en septembre 1924, un de ses danseurs qui lui vola un pendentif de brillants. »

## Décorations
- Médaille coloniale agrafe « Tunisie », sans date
- Nicham Iftikar, le 7 mars 1884
- Médaille royale du Cambodge, le 8 avril 1886
- Ordre du Dragon d'Annam, le 30 avril 1891
- Chevalier de la Légion d'honneur, le 26 décembre 1894
- Ordre du Lion et du Soleil de Perse, le 16 avril 1895.

## Publications
- Capitaine Charles Le Brun-Renaud, Les possessions françaises de l’Afrique occidentale, Paris, Baudouin, 1886, 340 p.
- Capitaine Charles Le Brun-Renaud, L’armée ottomane contemporaine, Paris, Charles-Lavauzelle, 1886, 88 p.
- Capitaine Charles Le Brun-Renaud, Manuel pratique d’équitation à l’usage des deux sexes, Paris, Garnier, 1886, 303 p. (version espagnole 1892, réed. 1907 et Lavauzelle, 2006)
- Capitaine Charles Le Brun-Renaud, La Perse politique et militaire au XIXe siècle. Histoire de la dynastie des Kadjars (1794-1894),  Paris, Baudouin, 1894, 35 p.
- Capitaine Charles Le Brun-Renaud, La Turquie, puissance militaire, Armée de terre et flotte, Paris, Gautherin, 1894, 96 p.

## Sources
- Service historique de la défense, 6 Yf 41 633.
- Paul Marin, Le Capitaine Lebrun-Renault?, Paris, P. V. Stock, coll. « Histoire documentaire de l'affaire Dreyfus », 1898, 438 p. (OCLC 489784860).
- Le procès du Panthéon (4 juin – 11 septembre 1908),  Compte-rendu sténographié et révisé des débats, La Libre parole, s.d., 168 p. (BnF, 8-FN-1452)
- Joseph Reinach, Histoire de l'affaire Dreyfus / [1] Le procès de 1894, Paris, Charpentier et Fasquelle, 1901, 640 p. (OCLC 162868275), p. 501.
- Pierre-Victor Stock, L'affaire Dreyfus anecdotique, Paris, Éditions Stock, coll. « Mémorandum d'un éditeur » (no 3), 1938, 3e éd., 256 p. (OCLC 632552036).
- Marcel Thomas, « La légende des aveux, naissance et mort d'une rumeur » dans Gilles Manceron et Emmanuel Naquet, Être dreyfusard hier et aujourd'hui, Rennes, PUR, 2009, p. 263-269.
- Philippe Oriol, L'histoire de l'affaire Dreyfus : de 1894 à nos jours, Paris, Les Belles lettres, 2014, 2 v. (1489 p.) (ISBN 978-2-251-44467-3, OCLC 897130357), p. 130-144.